# ジュピター礁
ジュピター礁（ジュピターしょう、英語: Jupiter Reef, Jupiter Breakers）は、南太平洋、ニュージーランドとトゥアモトゥ諸島（フランス領）の間に存在したとされる暗礁。疑存島の1つとされる。
ジュピター礁は、ドイツの帆船（バーク）・ジュピター (Jupiter) の指揮者であったキング (Kinge) によって発見報告がなされた。ジュピターはオーストラリアのニューカッスルからタヒチの間の航海を行っており、1878年12月3日の夜、 南緯36度37分 西経150度15分 / 南緯36.617度 西経150.250度付近で暗礁の近辺を通過したと報告した。この暗礁は2か所に分かれており、それぞれ直径は約30ヤード（約27メートル）、その間は0.25マイル（約400メートル）と観測された。この暗礁について、これ以上の情報はない。
ジュピター礁の近傍には、エルネスト・ルグヴェ岩礁（英語: Ernest Louguve Reef）、ワチュセット礁（英語: Wachusett Reef）、マリア・テレサ礁（英語: Maria Theresa Reef）、タボル島（フランス語: Île Tabor、タボル礁〈フランス語: Récif Tabor〉とも）といった存在しない島・礁が複数報告されていた。